# Menocchio
Domenico Scandella, més conegut com a Menocchio, era un moliner nascut a Montereale Valcellina, a 25 km al nord de Pordenone, Itàlia; al segle xvi, que va ser processat i cremat viu per la Inquisició.
La seva història va tenir una certa notorietat gràcies a les investigacions de Carlo Ginzburg, italià representant del corrent de la microhistòria, que va reconstruir la vida d'aquest personatge en el seu llibre Il formaggio e i vermi (El formatge i els cucs).

## Història de «Menocchio»
Domenico Scandella va néixer l'any 1532 a Montereale Valcellina, regió del Friuli, Itàlia, dins d'una societat on encara mantenien el poder les grans famílies de la noblesa feudal. Les dades conservades de la seva vida provenen de les actes dels dos processos inquisitorials que es van seguir en contra seva a causa de les seves opinions en matèria religiosa, que van ser considerades herètiques.
Domenico Scandella era tan sols un simple moliner que tot i això sabia llegir i escriure, cosa que era poc corrent en aquesta època per a individus de la seva condició social. Malgrat aquest origen va ocupar el càrrec d'alcalde un parell d'anys abans de la seva detenció. De caràcter inquiet i enraonador, sempre estava disposat a discutir amb els seus congèneres. Li interessaven els temes referents a l'origen del món, a la Trinitat, a la Mare de Déu i d'altres d'índole similar.
D'acord amb l'historiador Carlo Ginzburg "Menocchio" dilapidava els seus recursos en la compra de llibres (això succeïa 76 anys després de la invenció de la impremta).(Nota: no obstant això, l'autor reconeix que la majoria dels seus llibres li van ser regalats "per dones o capellans").
Quins eren els llibres favorits de Domenico Scandella, que va declarar sota tortura?
El seu llibre de capçalera era "El Florilegio" de la Bíblia, i a més se sap que havia llegit "Zampollo" ("Il Sogno del Caravia"), el "Decameró" (que li va ser obsequiat per Nicola di Porcia), "La Bíblia" en llengua vulgar i, suposadament l'"Alcorà", Il Fioretto della Bibbia (una traducció de cròniques medievals catalanes compilades de diverses fonts).
Però les conclusions de Menocchio estaven bastant allunyades de les intencions inicials dels autors dels llibres. La interpretació que en va fer es relacionava directament amb la seva formació cultural. D'aquesta mescla explosiva naixerien les "opinions tretes del meu cervell", com deia ell.
La seva locuacitat era proverbial: "...sempre està discutint amb algú, fins i tot amb els capellans, sobre religió, només pel gust d'argumentar".
Menocchio va arribar a elaborar fins i tot la seva pròpia cosmogonia: al principi, regnava el caos. La terra, l'aigua, l'aire i el foc estaven barrejats en un tot informe. De la mateixa manera que el formatge sorgeix de la llet, aquest caos primordial va formar una massa, en la qual no van trigar d'aparèixer cucs. Aquests cucs, eren els àngels i el mateix Déu. Tots van sorgir al mateix temps de la massa primordial. Déu va ser entronitzat com el Senyor, amb poder sobre quatre capitans: Llucifer, Miquel, Gabriel i Rafael.

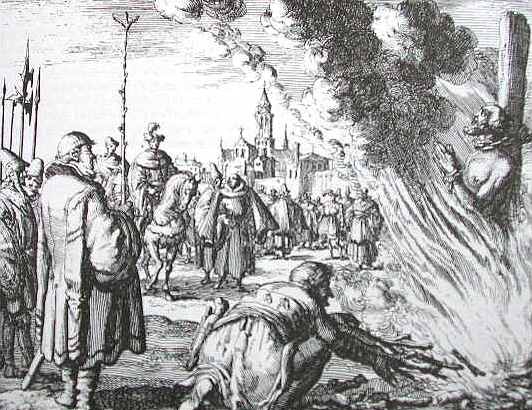
Procediment d'execució a la foguera.

El món imaginat per Scandella no havia estat creat per Déu, negant així mateix el pecat original, i la divinitat del Fill, situant a Déu en totes les coses materials, apreciació aquesta que li va originar seriosos destrets durant l'interrogatori. Tals idees no van trigar a portar-li problemes amb el Sant Ofici, que no era del mateix humor. El mite de "Menocchio" era, en resum, " ". Quin era l'origen del pensament de Scandella? Quina relació tenia amb els grups "reformistes" de l'època? Les seves teories estaven més prop dels anabaptistes que dels luterans, però malgrat aquestes semblances els contextos cosmogònics eren diferents, no essent just definir a Scandella com anabaptista, sinó més aviat com a posseïdor d'idees pròpies d'un individualista.
Indagant els orígens del seu pensament, i sospitant que un simple moliner sense instrucció no podria dissenyar semblants teories, es van buscar les influències que el van portar a pensar així.
Es va arribar a la conclusió que el responsable d'adoctrinar-lo va ser un pintor de la regió, un tal Niccoló di Porcia, o Nicola de Melchiore, reconegut popularment com "un home molt heretge", el qual seria dins de grups religiosos dissidents a l'època, encara que, si bé també va ser jutjat, no es va poder comprovar aquesta acusació.
El 28 de setembre de 1583, Scandella va ser denunciat per un membre local de l'Església a la Santa Inquisició sota els càrrecs d'haver pronunciat paraules herètiques i impies sobre Crist. Aquesta no era una blasfèmia ocasional doncs Menocchio va difondre reiteradament aquestes expressions, argumentant-les, amb la qual cosa la seva situació va esdevenir molt greu. Diversos testimonis van manifestar haver escoltat aquestes declaracions de boca del mateix Scandella.
Els testimonis van reconèixer haver-hi sentit a Scandella pronunciant aquestes heretgies, advertint-li sobre les conseqüències que podrien implicar-li. Però "Menocchio" no en va fer cas i així va seguir diversos anys. En ser empresonat, Scandella demanava perdó però no renegava de les seves opinions que es consideraven herètiques.
Scandella, després de dos anys de presó, va obtenir un afortunat "perdó" oficial: era excarcerat, encara que aquesta llibertat era absolutament condicional: no podia sortir de Montereale i havia de vestir un hàbit amb una enorme creu. Això li va generar que molts pobladors no volguessin apropar-se-li, per considerar-ho excomunicat.
Així, el destí li havia donat una segona oportunitat, però, Domenico Scandella seguia sent "Menocchio"...
Malgrat els seus antecedents, i atenent a la ruïna econòmica que va provocar aquesta situació per a ell i els seus familiars, va poder obtenir permís per guanyar-se la vida fora de Montereale.Però "Menocchio" no va poder amb el seu geni; va tornar a ballar-la, desafiant el seu destí. Així va posar en evidència que el seu "penediment" durant el primer procés no era sincer, sinó que només era una treta per defugir el càstig. Dos anys més tard, en 1598, el tribunal va començar novament a estudiar el seu cas.
A l'any següent, Scandella va anar novament arrestat. Encara pitjor, en el nou procés va admetre "haver-se burlat de les coses de la Fe" en el temps de la seva llibertat condicional. El Tribunal, sentint-se burlat, va endurir la seva posició, ultra en tenir en compte els seus antecedents.
El 6 de juliol de 1601 va finalitzar els seus dies executat en la foguera a Pordenone, cremat viu per ordre d'Ippolito Aldobrandini, que llavors era el Papa Clement VIII.